# Nicolai Budkov Kjær
Nicolai Budkov Kjær, né le 1er septembre 2006 à Oslo, est un joueur de tennis professionnel norvégien.

## Biographie
Nicolai Budkov Kjær est né d'un père norvégien et d'une mère estonienne.

### Parcours en juniors
En juillet 2024, il devient le premier Norvégien à remporter un tournoi du Grand Chelem en simple en s'adjugeant la finale du tournoi junior à Wimbledon contre le Néerlandais Mees Rottgering. Le mois précédent, il avait gagné le tournoi junior en double, associé à l'Autrichien Joel Schwärzler, à Roland-Garros. À l'US Open, la même année, il s'incline en finale contre l'Espagnol Rafael Jódar.

### Parcours professionnel
En mars et mai 2024, il gagne deux tournois Futures, à Antalya. Le 23 février 2025, il remporte son premier tournoi de niveau Challenger à Glasgow en battant son compatriote Viktor Durasovic en finale, entrant ainsi dans le top 300 mondial.